# Marina Maximilian Blumin
Marina « Maximilian » Blumin (מארינה מקסימיליאן בלומין en hébreu, née le 15 décembre 1987 à Dnipropetrovsk) est une chanteuse et actrice israélienne.

## Biographie
À trois ans, Blumin émigre en Israël avec ses parents. La famille y vit avec des amis à Ramat Gan avant de s'installer à Bnei Brak dans le quartier de Pardes Katz. Dès son plus jeune âge, elle veut être chanteuse, apprend à jouer du piano auprès de sa mère, Ella, pianiste classique et chante dans une chorale. Plus tard, Marina va dans un conservatoire, où sa mère enseigne.
Marina est diplômée du lycée Ironi Alef de Tel Aviv. À 15 ans, elle se produit dans des clubs de jazz après que le pianiste Rick Birman l'a prise sous son aile. Elle se produit au Red Sea Jazz Festival à Eilat. Elle chante avec Common Band, un groupe ethnique fusion rock-jazz dans des festivals et des clubs, et en solo, Beit Sefer LeMiskhak sur le premier album d'Ohad Ben Avi.
En 2007, Marina auditionne pour la cinquième saison du télé-crochet Kokhav Nolad et est acceptée. Elle chante principalement des chansons pop et folk israéliennes, arrangées avec du jazz. Marina se qualifie pour la finale avec Boaz Mauda et Shlomi Bar'el, elle termine deuxième. Le prix est un contrat d'enregistrement avec Helicon, une maison de disques israélienne.
Blumin ne sert pas dans l'Armée de défense d'Israël et est accusée d'objection de conscience, même si elle avait mentalement le droit de le faire et sert plutôt comme professeur de chant bénévole au village de jeunesse Ben Shemen. En avril 2008, elle donne son premier concert solo au festival Yamei Zemer à Holon, dirigé par Zadok (Zedi) Zarfati. En mai 2008, elle sort un duo avec Boaz Muda intitulé Mi Haya Ma'amin. En juin 2008, elle sort son premier single solo Sof Sof. Elle décide de ne pas sortir son album en hébreu mais d'enregistrer un album en anglais Step into My World, avec un titre en russe, qui paraît en août 2013. Le premier single Two Pigs sort en janvier 2013 et un deuxième single Tango le 29 avril. Le 17 septembre 2014, une information affirme que la radio 88FM, chargée de sélectionner l'artiste d'Israël au Concours Eurovision de la chanson 2015, avait approché Blumin. Mais cela n'est jamais arrivé.
En 2016, Blumin sort son deuxième album studio, Armonot Ashan, celui-ci est entièrement en hébreu à l'exception du dernier morceau, qui est en anglais.
Marina s'est produite lors des cérémonies d'ouverture des Maccabiades le 6 juillet 2017.
Blumin est actrice d'abord dans deux productions du théâtre Cameri : Requiem de Hanoch Levin (à quinze ans) et la comédie musicale The Producers à dix-huit. Elle participe à deux reprises au Festival d'Acre, où elle chante dans la pièce Schmetterling (Farewell, Butterfly). En 2006, elle joue dans Rabak et en écrit la musique.
Blumin travaille pour la première fois pour la télévision en 2009 dans un épisode de la série Timrot Ashan . À partir de 2019, elle est dans la série télévisée Fauda.

## Discographie
Albums
- 2013 : Step into My World
- 2016 : Armonot Ashan

Singles
- 2008 : Mi Haya Ma'amin (avec Boaz Mauda)
- 2013 : Two Pigs
- 2013 : Tango
- 2018 : Glow Now
- 2018 : Zero
- 2018 : We should meet again
- 2019 : Yesh po bayait
- 2019 : Boar bi Hashinuy
- 2020 : Tni lo lir'ot
- 2020 : Bo elay
- 2020 : Beyachad (avec Guy Mentesh)
- 2020 : Let him see

## Source de la traduction
- (de) Cet article est partiellement ou en totalité issu de l’article de Wikipédia en allemand intitulé « Marina Maximilian Blumin » (voir la liste des auteurs).